# Vendargues
Vendargues est une commune française située dans l'est du département de l'Hérault en région Occitanie. La ville est située à l'est de Montpellier en direction de Lunel.
Exposée à un climat méditerranéen, elle est drainée par le Salaison, la Cadoule, le ruisseau de la Balaurie. La commune possède un patrimoine naturel remarquable composé d'une zone naturelle d'intérêt écologique, faunistique et floristique.
Vendargues est une commune urbaine qui compte 7 157 habitants en 2022, après avoir connu une forte hausse de la population depuis 1962. Elle est dans l'agglomération de Montpellier et fait partie de l'aire d'attraction de Montpellier. Ses habitants sont appelés les Vendarguois ou  Vendarguoises.

## Géographie
Située à 12 km à l'est de Montpellier au croisement des routes nationales 110 (vers Sommières) et 113 (vers Lunel et Nîmes), cette commune a appartenu au district, puis à la communauté d'agglomération de la préfecture héraultaise.
Le territoire communal comprend une zone de garrigues au nord des routes principales. La ville elle-même et l'importante zone industrielle sont situées dans les secteurs Est et Ouest d'un « X » formé par les deux nationales et une importante route départementale (en direction du nord de l'agglomération de Montpellier). Le village s'est étendu aux limites d'un triangle formé de la N 113, la N 110 et la liaison intercantonale d'évitement nord (Lien) pour en occuper tout l'espace.
Les communes limitrophes sont  Baillargues, Castries, Le Crès, Saint-Aunès et Teyran.
| Teyran  | Castries    | Castries    |
| Jacou   | Vendargues  | Baillargues |
| Le Crès | Saint-Aunès | Saint-Aunès |

### Hydrographie
Le Salaison coule à l'ouest de la ville, il sert de limite communale avec la ville du Crès. Ses affluents, le Routous, le Teyron et le Bourbouisse traversent également le territoire de la commune, ainsi que la Cadoule qui va, comme le Salaison, se jeter dans l'étang de l'Or à Mauguio. D'ordinaire très calmes ces ruisseaux peuvent sortir de leurs lits lors des orages cévenols, provoquant ainsi des inondations essentiellement dans la partie occidentale de la commune. L'autre partie de la commune est protégée des inondations car elle est construite sur une butte.

### Climat
Pour des articles plus généraux, voir Climat de l'Occitanie et Climat de l'Hérault.
En 2010, le climat de la commune est de type climat méditerranéen franc, selon une étude s'appuyant sur une série de données couvrant la période 1971-2000. En 2020, Météo-France publie une typologie des climats de la France métropolitaine dans laquelle la commune est exposée à un climat méditerranéen et est dans la région climatique Provence, Languedoc-Roussillon, caractérisée par une pluviométrie faible en été, un très bon ensoleillement (2 600 h/an), un été chaud (21,5 °C), un air très sec en été, sec en toutes saisons, des vents forts (fréquence de 40 à 50 % de vents > 5 m/s) et peu de brouillards.
Pour la période 1971-2000, la température annuelle moyenne est de 14,3 °C, avec une amplitude thermique annuelle de 16,8 °C. Le cumul annuel moyen de précipitations est de 699 mm, avec 5,7 jours de précipitations en janvier et 2,6 jours en juillet. Pour la période 1991-2020, la température moyenne annuelle observée sur la station météorologique la plus proche, située à Mauguio à 6 km à vol d'oiseau, est de 0,0 °C et le cumul annuel moyen de précipitations est de 0,0 mm,. Pour l'avenir, les paramètres climatiques de la commune estimés pour 2050 selon différents scénarios d'émission de gaz à effet de serre sont consultables sur un site dédié publié par Météo-France en novembre 2022.

### Milieux naturels et biodiversité

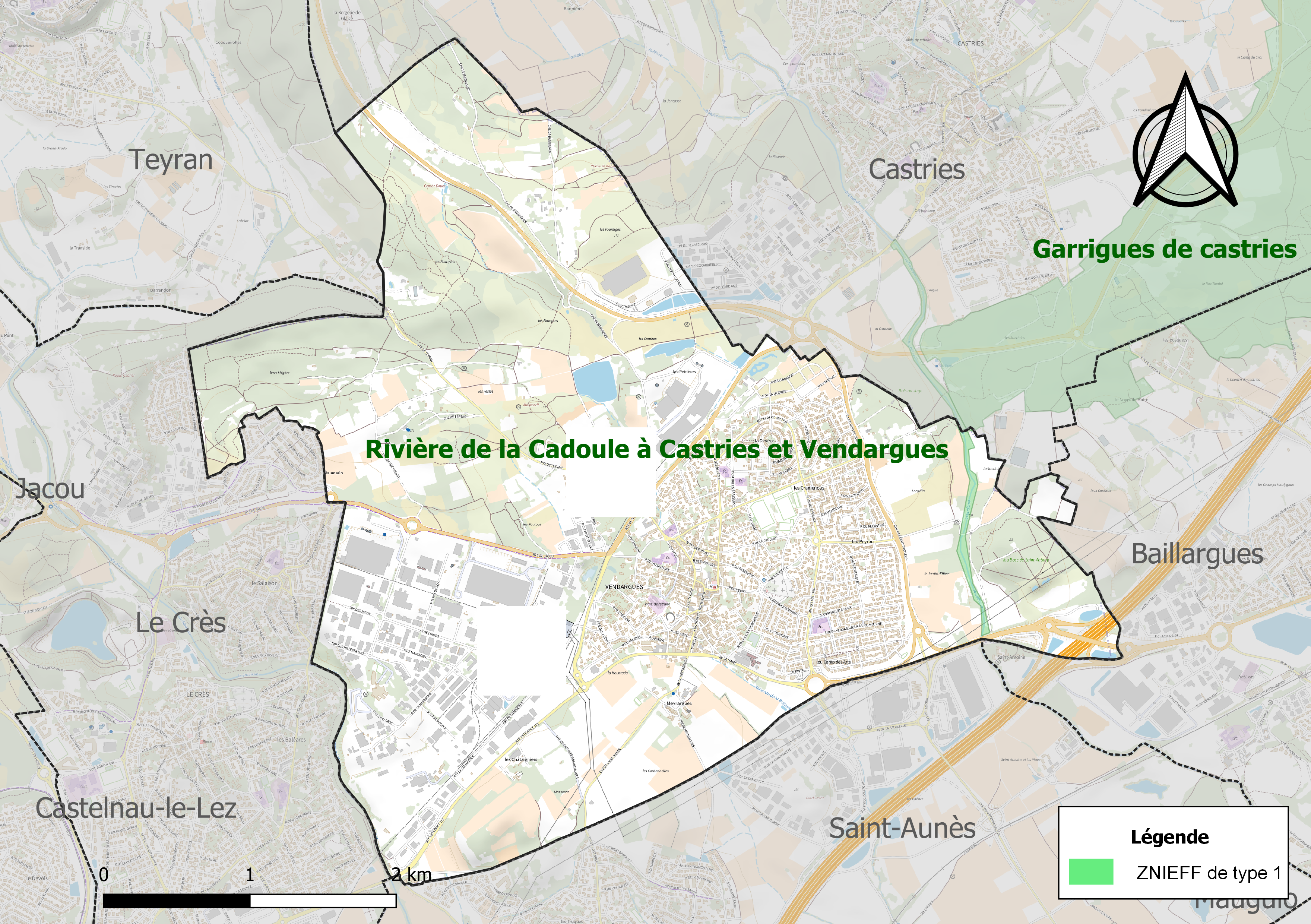
Carte de la ZNIEFF de type 1 localisée sur le territoire de la commune.

L’inventaire des zones naturelles d'intérêt écologique, faunistique et floristique (ZNIEFF) a pour objectif de réaliser une couverture des zones les plus intéressantes sur le plan écologique, essentiellement dans la perspective d’améliorer la connaissance du patrimoine naturel national et de fournir aux différents décideurs un outil d’aide à la prise en compte de l’environnement dans l’aménagement du territoire.
Une ZNIEFF de type 1 est recensée dans la commune :
la « rivière de la Cadoule à Castries et Vendargues » (6 ha), couvrant 2 communes du département.

## Urbanisme

### Typologie
Au 1er janvier 2024, Vendargues est catégorisée centre urbain intermédiaire, selon la nouvelle grille communale de densité à sept niveaux définie par l'Insee en 2022.
Elle appartient à l'unité urbaine de Montpellier, une agglomération intra-départementale regroupant 22  communes, dont elle est une commune de la banlieue,,. Par ailleurs la commune fait partie de l'aire d'attraction de Montpellier, dont elle est une commune de la couronne,. Cette aire, qui regroupe 161 communes, est catégorisée dans les aires de 700 000 habitants ou plus (hors Paris),.

### Occupation des sols
L'occupation des sols de la commune, telle qu'elle ressort de la base de données européenne d’occupation biophysique des sols Corine Land Cover (CLC), est marquée par l'importance des territoires artificialisés (42,9 % en 2018), en augmentation par rapport à 1990 (33,7 %). La répartition détaillée en 2018 est la suivante : 
zones urbanisées (22,1 %), cultures permanentes (22 %), zones industrielles ou commerciales et réseaux de communication (20,9 %), zones agricoles hétérogènes (18,9 %), milieux à végétation arbustive et/ou herbacée (8,2 %), forêts (7,9 %). L'évolution de l’occupation des sols de la commune et de ses infrastructures peut être observée sur les différentes représentations cartographiques du territoire : la carte de Cassini (XVIIIe siècle), la carte d'état-major (1820-1866) et les cartes ou photos aériennes de l'IGN pour la période actuelle (1950 à aujourd'hui).

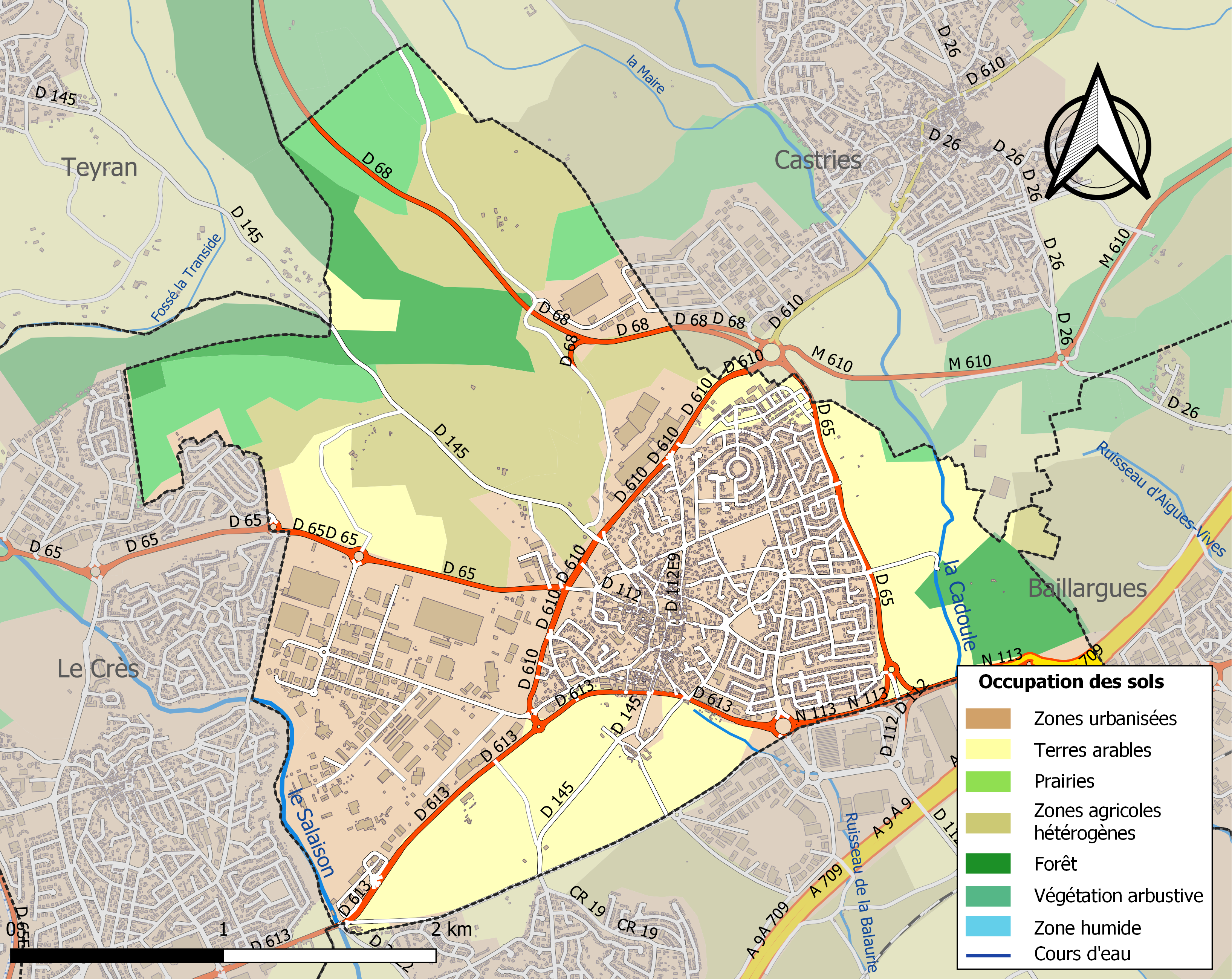
Carte des infrastructures et de l'occupation des sols de la commune en 2018 (CLC).

### Risques majeurs
Le territoire de la commune de Vendargues est vulnérable à différents aléas naturels : météorologiques (tempête, orage, neige, grand froid, canicule ou sécheresse), inondations, feux de forêts et séisme (sismicité faible). Il est également exposé à deux risques technologiques,  le transport de matières dangereuses et  le risque industriel. Un site publié par le BRGM permet d'évaluer simplement et rapidement les risques d'un bien localisé soit par son adresse soit par le numéro de sa parcelle.

#### Risques naturels
La commune fait partie du territoire à risques importants d'inondation (TRI) de Montpellier-Lunel-Maugio-Palavas, regroupant 49 communes du bassin de vie de Montpellier et s'étendant sur les départements de  l'Hérault et du Gard, un des 31 TRI qui ont été arrêtés fin 2012 sur le bassin Rhône-Méditerranée, retenu au regard des risques de submersions marines et de débordements du Vistre, du Vidourle, du Lez et de la Mosson. Parmi les événements significatifs antérieurs à 2019 qui ont touché le territoire, peuvent être citées les crues de septembre 2002 et de septembre 2003 (Vidourle) et les tempêtes de novembre 1982 et décembre 1997 qui ont touché le littoral. Des cartes des surfaces inondables ont été établies pour trois scénarios : fréquent (crue de temps de retour de 10 ans à 30 ans), moyen (temps de retour de 100 ans à 300 ans) et extrême (temps de retour de l'ordre de 1 000 ans, qui met en défaut tout système de protection). La commune a été reconnue en état de catastrophe naturelle au titre des dommages causés par les inondations et coulées de boue survenues en 1982, 1994, 2003, 2006, 2014 et 2015,.
Vendargues est exposée au risque de feu de forêt. Un plan départemental de protection des forêts contre les incendies (PDPFCI) a été approuvé en juin 2013 et court jusqu'en 2022, où il doit être renouvelé. Les mesures individuelles de prévention contre les incendies sont précisées par deux arrêtés préfectoraux et s’appliquent dans les zones exposées aux incendies de forêt et à moins de 200 mètres de celles-ci. L’arrêté du 25 avril 2002 réglemente l'emploi du feu en interdisant notamment d’apporter du feu, de fumer et de jeter des mégots de cigarette dans les espaces sensibles et sur les voies qui les traversent sous peine de sanctions. L'arrêté du 11 mars 2013 rend le débroussaillement obligatoire, incombant au propriétaire ou ayant droit,.

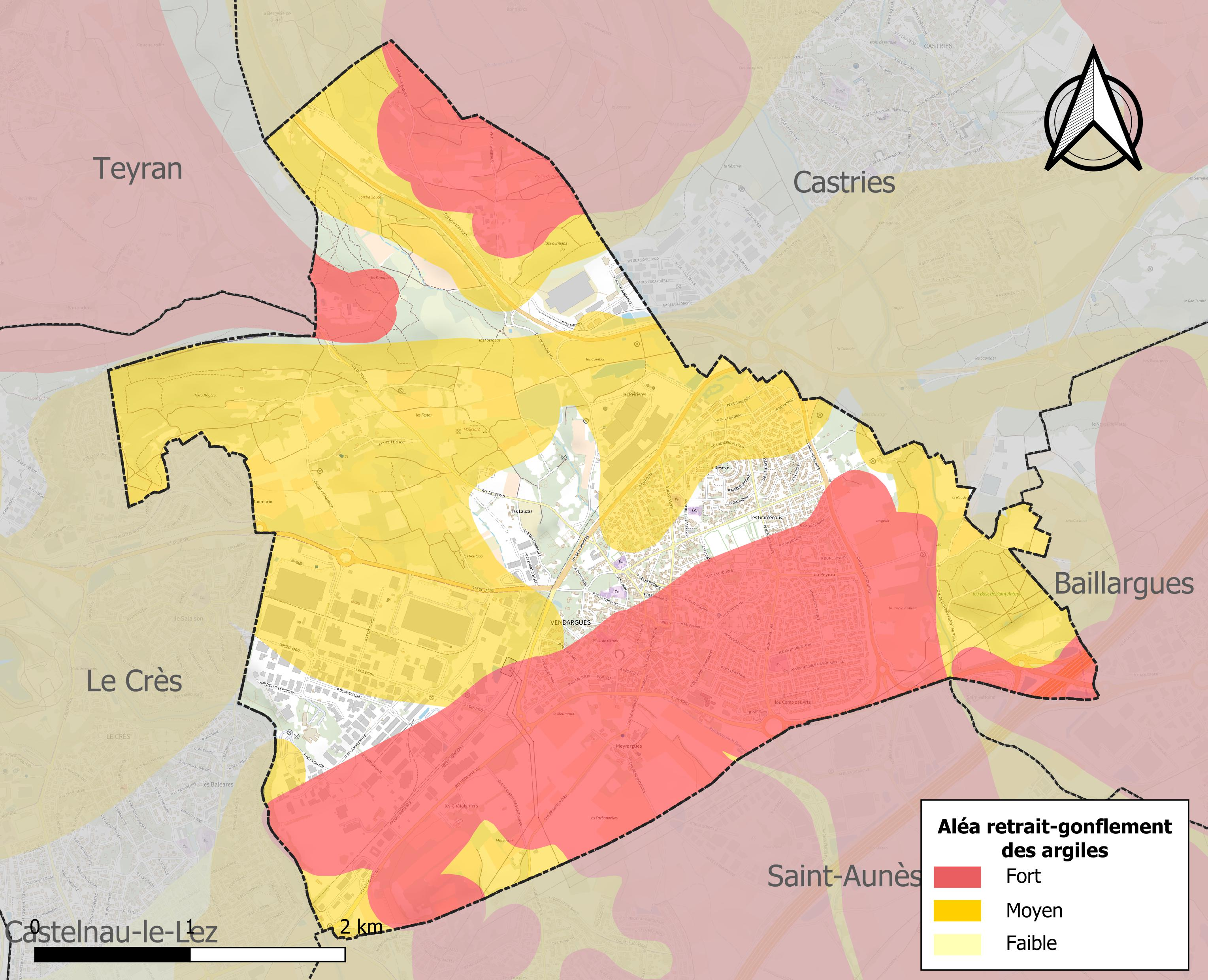
Carte des zones d'aléa retrait-gonflement des sols argileux de Vendargues.

Le retrait-gonflement des sols argileux est susceptible d'engendrer des dommages importants aux bâtiments en cas d’alternance de périodes de sécheresse et de pluie. 84,3 % de la superficie communale est en aléa moyen ou fort (59,3 % au niveau départemental et 48,5 % au niveau national). Sur les 2 016 bâtiments dénombrés sur le territoire de la commune en 2019, 1 592 sont en aléa moyen ou fort, soit 79 %, à comparer aux 85 % au niveau départemental et 54 % au niveau national. Une cartographie de l'exposition du territoire national au retrait gonflement des sols argileux est disponible sur le site du BRGM,.
Par ailleurs, afin de mieux appréhender le risque d’affaissement de terrain, l'inventaire national des cavités souterraines permet de localiser celles situées sur le territoire de la commune.

#### Risques technologiques
La commune est exposée au risque industriel du fait de la présence sur son territoire d'une entreprise soumise à la directive européenne SEVESO.
Le risque de transport de matières dangereuses dans la commune est lié à sa traversée par des infrastructures routières ou ferroviaires importantes ou la présence d'une canalisation de transport d'hydrocarbures. Un accident se produisant sur de telles infrastructures est susceptible d’avoir des effets graves sur les biens, les personnes ou l'environnement, selon la nature du matériau transporté. Des dispositions d’urbanisme peuvent être préconisées en conséquence.

## Toponymie
La légende veut que le premier habitant de Vendargues fut un vétéran de la légion romaine d'Auguste qui aurait reçu des terres sur lesquelles se trouve le village actuel. Ce vétéran se serait appelé Venerianicus, ce qui aurait donné par évolution phonétique le nom actuel du village.
C'est en 924, que pour la première fois, il est fait mention du village dans un écrit sous la forme Venerianicus, puis dans le cartulaire de Gellone en 961, le village est mentionné sous la forme villa que vocant Venranichos. Au début du IIe millénaire, en 1005, il est fait mention du nom de Venraneges. Plus tard, en 1051, sous la forme villa que dicitur Venranicus, puis au milieu du XIVe siècle Vendranicis. À partir de 1536, on parle de Vendrargues qui évolue en Vendargues dès 1626.
Il s'agit d'un composé en -anicum, suffixe latin qui explique les terminaisons en -argues du sud est de la France, précédé d'un nom de personne latine Venerius, qui peut avoir été porté aussi bien par un indigène. On retrouve cet anthroponyme à de nombreuses reprises en Gaule, généralement suivi du suffixe d'origine gauloise -acum cf. Venarey, Vénérieu.

## Histoire

### Époque gallo-romaine

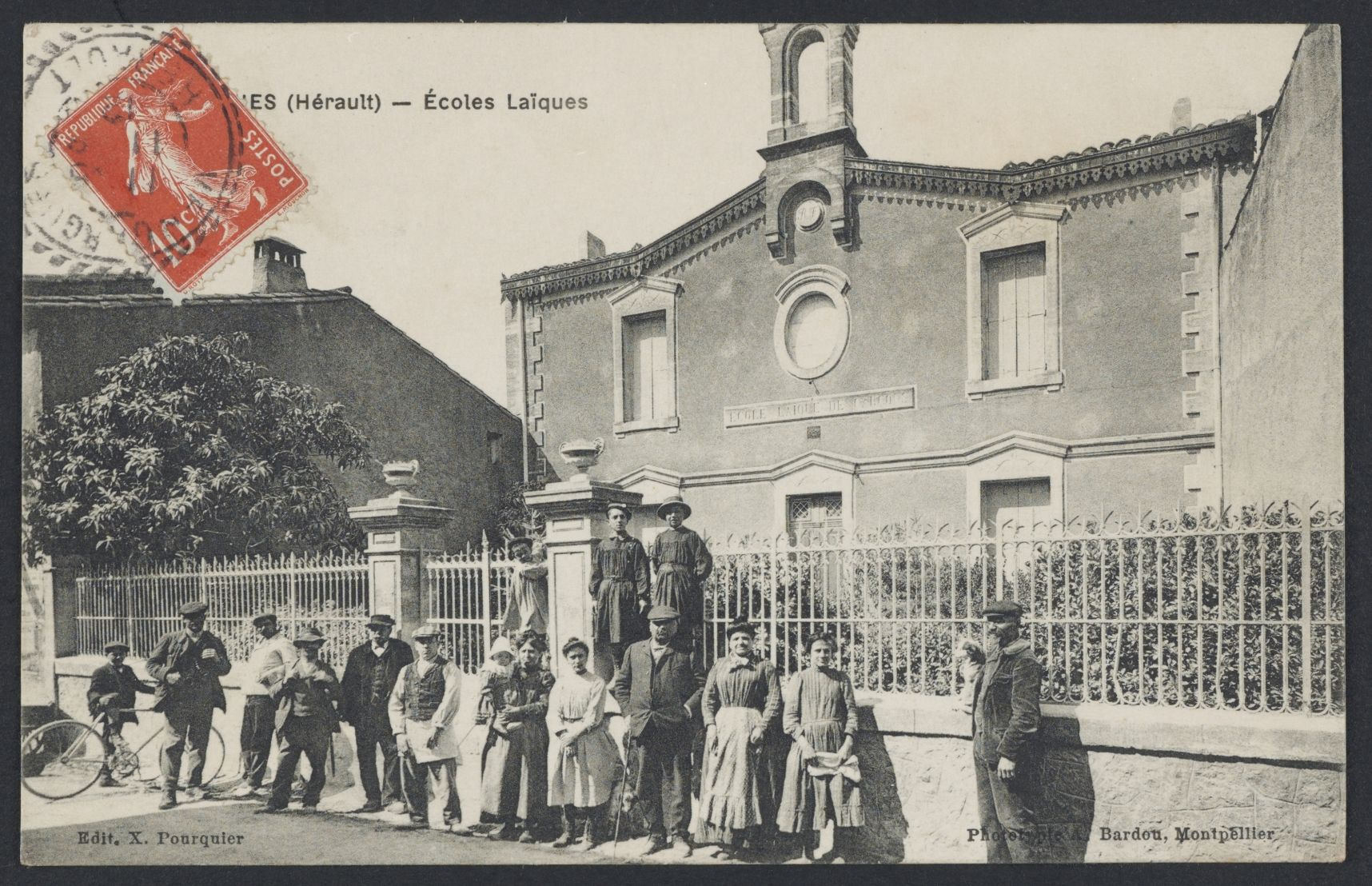
École : carte postale (1912).

Avant la création des premières habitations à Vendargues, le territoire de l'actuelle commune était traversé par la voie Domitienne. Cette route rectiligne servait de référence aux géomètres romains pour découper les terres en parcelles appelées « centuries ». C'est sur l'une de ces centuries que Vénérianicus aurait fait construire une villa. D'autre part, des découvertes archéologiques dans l'actuel Jardin Serre tendent à prouver que les premières habitations se trouvaient à proximité de cet endroit. Au sud du village, on trouvait des cultures de blé, de seigle et d'avoine mais aussi de vigne ou d'olivier. La garrigue était dévolue aux chèvres. Enfin, des moulins se trouvaient sur les différents cours d'eau autour du village.
Actuellement, une partie de la voie Domitienne à Vendargues s'appelle le chemin de la Monnaie.

### Époque carolingienne
À la fin du Xe siècle, l'ensemble du territoire était divisé en pagi, eux-mêmes appartenant à un comté. Vendargues et les bourgs environnants appartenaient au pagus de Septantio (qui deviendra Castelnau-le-Lez) plus tard. Ce pagus était une partie du comté de Melgueil (l'ancien Mauguio).
Le christianisme se répand dans la région à l'aube du IIe millénaire alors que le comté est sous domination gothe et ce malgré les invasions des Sarrasins.
À cette époque, Vendargues n'est qu'un domaine agricole composé d'une villa gallo-romaine et de quelques maisons autour. Le hameau comporte également une chapelle.

### Les Hospitaliers
Il existe à Meyrargues une chapelle reste d'une commanderie des Hospitaliers de l'ordre de Saint-Jean de Jérusalem.

## Population et société

### Démographie
L'évolution du nombre d'habitants est connue à travers les recensements de la population effectués dans la commune depuis 1793. Pour les communes de moins de 10 000 habitants, une enquête de recensement portant sur toute la population est réalisée tous les cinq ans, les populations de référence des années intermédiaires étant quant à elles estimées par interpolation ou extrapolation. Pour la commune, le premier recensement exhaustif entrant dans le cadre du nouveau dispositif a été réalisé en 2008.

En 2022, la commune comptait 7 157 habitants, en évolution de +15,88 % par rapport à 2016 (Hérault : +7,49 %, France hors Mayotte : +2,11 %).
| 1793 | 1800 | 1806 | 1821 | 1831 | 1836 | 1841 | 1846 | 1851 |
| ---- | ---- | ---- | ---- | ---- | ---- | ---- | ---- | ---- |
| 426  | 417  | 432  | 530  | 574  | 663  | 708  | 801  | 862  |

| 1856 | 1861 | 1866 | 1872  | 1876  | 1881 | 1886 | 1891  | 1896  |
| ---- | ---- | ---- | ----- | ----- | ---- | ---- | ----- | ----- |
| 913  | 883  | 973  | 1 113 | 1 006 | 905  | 925  | 1 056 | 1 093 |

| 1901  | 1906  | 1911  | 1921  | 1926  | 1931  | 1936  | 1946 | 1954  |
| ----- | ----- | ----- | ----- | ----- | ----- | ----- | ---- | ----- |
| 1 164 | 1 119 | 1 068 | 1 062 | 1 045 | 1 186 | 1 140 | 913  | 1 080 |

| 1962  | 1968  | 1975  | 1982  | 1990  | 1999  | 2006  | 2008  | 2013  |
| ----- | ----- | ----- | ----- | ----- | ----- | ----- | ----- | ----- |
| 1 196 | 1 411 | 1 871 | 2 601 | 4 257 | 5 228 | 5 434 | 5 491 | 6 181 |

| 2018  | 2022  | - | - | - | - | - | - | - |
| ----- | ----- | - | - | - | - | - | - | - |
| 6 287 | 7 157 | - | - | - | - | - | - | - |

## Vie locale

### Enseignement
- Halte-garderie ;
- École maternelle La Ribambelle ;
- École primaire Saint-Joseph (privée) ;
- Écoles primaires publiques (Les Garrigues, Les Asphodèles et Cosso).

### Sports
Le complexe sportif (stade) Guillaume-Dides, un ancien maire qui fit don du terrain à la commune, qui accueillit l'équipe de France de football en 2004 au stade du Point-d'Interrogation vendarguois, le club de football local.

## Économie

### Revenus
En 2018, la commune compte 2 639 ménages fiscaux, regroupant 6 466 personnes. La médiane du revenu disponible par unité de consommation est de 23 640 € (20 330 € dans le département). 57 % des ménages fiscaux sont imposés (45,8 % dans le département).

### Emploi
|                | 2008   | 2013   | 2018  |
| -------------- | ------ | ------ | ----- |
| Commune        | 6,8 %  | 9,2 %  | 8,3 % |
| Département    | 10,1 % | 11,9 % | 12 %  |
| France entière | 8,3 %  | 10 %   | 10 %  |

En 2018, la population âgée de 15 à 64 ans s'élève à 4 009 personnes, parmi lesquelles on compte 77,6 % d'actifs (69,3 % ayant un emploi et 8,3 % de chômeurs) et 22,4 % d'inactifs,. Depuis 2008, le taux de chômage communal (au sens du recensement) des 15-64 ans est inférieur à celui de la France et du département.
La commune fait partie de la couronne de l'aire d'attraction de Montpellier, du fait qu'au moins 15 % des actifs travaillent dans le pôle,. Elle compte 4 425 emplois en 2018, contre 4 031 en 2013 et 3 817 en 2008. Le nombre d'actifs ayant un emploi résidant dans la commune est de 2 809, soit un indicateur de concentration d'emploi de 157,5 % et un taux d'activité parmi les 15 ans ou plus de 60,8 %.
Sur ces 2 809 actifs de 15 ans ou plus ayant un emploi, 567 travaillent dans la commune, soit 20 % des habitants. Pour se rendre au travail, 86,4 % des habitants utilisent un véhicule personnel ou de fonction à quatre roues, 4,6 % les transports en commun, 6,4 % s'y rendent en deux-roues, à vélo ou à pied et 2,6 % n'ont pas besoin de transport (travail au domicile).

### Activités hors agriculture

#### Secteurs d'activités
1 051 établissements sont implantés  à Vendargues au 31 décembre 2019. Le tableau ci-dessous en détaille le nombre par secteur d'activité et compare les ratios avec ceux du département,.
| Secteur d'activité                                                                                        | Commune | Commune | Département |
| Secteur d'activité                                                                                        | Nombre  | %       | %           |
| --- | ------- | ------- | ----------- |
| Ensemble                                                                                                  | 1 051   | 100 %   | (100 %)     |
| Industrie manufacturière, industries extractives et autres                                                | 105     | 10 %    | (6,7 %)     |
| Construction                                                                                              | 176     | 16,7 %  | (14,1 %)    |
| Commerce de gros et de détail, transports, hébergement et restauration                                    | 280     | 26,6 %  | (28 %)      |
| Information et communication                                                                              | 33      | 3,1 %   | (3,3 %)     |
| Activités financières et d'assurance                                                                      | 33      | 3,1 %   | (3,2 %)     |
| Activités immobilières                                                                                    | 59      | 5,6 %   | (5,3 %)     |
| Activités spécialisées, scientifiques et techniques et activités de services administratifs et de soutien | 190     | 18,1 %  | (17,1 %)    |
| Administration publique, enseignement, santé humaine et action sociale                                    | 113     | 10,8 %  | (14,2 %)    |
| Autres activités de services                                                                              | 62      | 5,9 %   | (8,1 %)     |

Le secteur du commerce de gros et de détail, des transports, de l'hébergement et de la restauration est prépondérant dans la commune puisqu'il représente 26,6 % du nombre total d'établissements de la commune (280 sur les 1051 entreprises implantées  à Vendargues), contre 28 % au niveau départemental.

#### Entreprises et commerces
Les cinq entreprises ayant leur siège social sur le territoire communal qui génèrent le plus de chiffre d'affaires en 2020 sont : 
- Privatesportshop, vente à distance sur catalogue spécialisé (117 671 k€)
- Kawneer France SA, commerce de gros (commerce interentreprises) de minerais et métaux (57 580 k€)
- Info.u, location et location-bail de machines de bureau et de matériel informatique (48 966 k€)
- Mialanes SA, fabrication d'éléments en béton pour la construction (28 807 k€)
- Aer Trading, commerce de gros (commerce interentreprises) de boissons (17 585 k€)

La zone industrielle est active, mais handicapée par l'éloignement relatif de l'échangeur autoroutier de Baillargues-Vendargues : les camions doivent longer la ville par la nationale 113 pour parvenir à la zone. Elle comprend néanmoins une des centrales d'achat des supermarchés U.

#### Audiovisuel
France Télévisions installe des studios de production dans la commune en 2018 pour tourner le feuilleton Un si grand soleil. Le site de 16 000 m2 accueille la post-production du groupe depuis 2022, suivi par la menuiserie et la production de décors.

### Agriculture
La commune est dans le « Soubergues », une petite région agricole occupant le nord-est du département de l'Hérault. En 2020, l'orientation technico-économique de l'agriculture  dans la commune est la viticulture.
|               | 1988 | 2000 | 2010 | 2020 |
| ------------- | ---- | ---- | ---- | ---- |
| Exploitations | 75   | 34   | 26   | 16   |
| SAU (ha)      | 489  | 449  | 273  | 150  |

Le nombre d'exploitations agricoles en activité et ayant leur siège dans la commune est passé de 75 lors du recensement agricole de 1988  à 34 en 2000 puis à 26 en 2010 et enfin à 16 en 2020, soit une baisse de 79 % en 32 ans. Le même mouvement est observé à l'échelle du département qui a perdu pendant cette période 67 % de ses exploitations,. La surface agricole utilisée dans la commune a également diminué, passant de 489 ha en 1988 à 150 ha en 2020. Parallèlement la surface agricole utilisée moyenne par exploitation a augmenté, passant de 7 à 9 ha.

## Culture locale et patrimoine

### Lieux et monuments
- L'église Saint-Théodorit de Vendargues, construite sur l'emplacement d'une ancienne église, date de 1886[42]. Saint Théodorit, Prêtre et martyr à Antioche (✝ 362)[43].
- Chapelle de Vendargues.
- Chapelle des Hospitaliers de l'ordre de Saint-Jean de Jérusalem de Meyrargues.
- Le hameau de Meyrargues surplombe le village. Ce lieu historique est signalé en 981, 1111 et 1248, sur des actes relatifs à la chapelle Saint-Sébastien. Cet édifice, toujours visible, fait partie d'un domaine appelé le château de Meyragues qui fut autrefois une vaste ferme plus ou moins fortifiée. Son premier propriétaire connu fut Jean de Saint-Ravy, ancien maître d'hôtel ordinaire du roi Henri IV, qui se faisait appeler seigneur de Meyrargues ;
- La maison du général Pierre Berthezène est située sur la place du village ;
- Le bois de Saint-Antoine.

### Personnalités liées à la commune
- Pierre Berthezène (1775-1847), général, baron d'Empire, pair de France (1775-1847).
- Marcelin Albert (1851-1921), séjourne au mazet de Montmaris, leader de la révolte viticole, est le parrain de Marcellin Guille, né en 1907, et oncle d'Archiguille[réf. nécessaire].
- le baron Pierre Le Roy de Boiseaumarié (1890-1967), fondateur des appellations d'origine contrôlées, vigneron à Châteauneuf-du-Pape.
- André Chassefière (1908-1942), membre du parti communiste français.
- Alexandre Grothendieck (1928-2014), mathématicien français ayant reçu la Médaille Fields et considéré comme l'un des fondateurs de l'écologie politique en France avec le groupe « Survivre et vivre ». A vécu de 1945 à 1948 au hameau de Meyrargues (à ne pas confondre avec la commune homonyme des Bouches-du-Rhône) avec sa mère Hanka Grothendieck.
- Jérôme Bonnissel (1973-), joueur de football professionnel.
- Laurent Ballesta (1974-), biologiste marin, plongeur, photographe, collaborateur de Nicolas Hulot.
- Sabri Allouani (1978-), raseteur (septuple vainqueur du championnat de France de la Course camarguaise aux As 2000-2007).

## Galerie

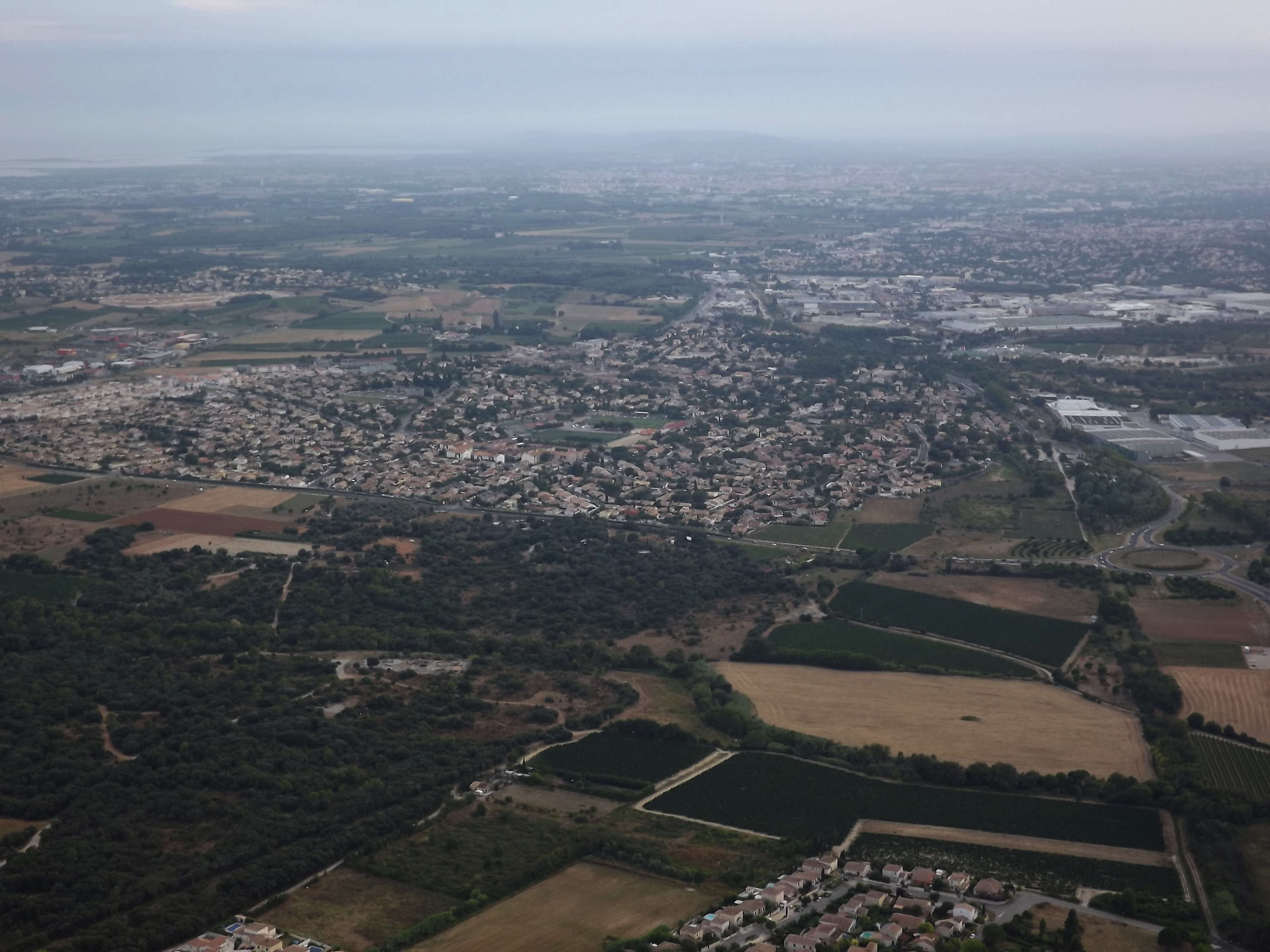
Vue aérienne de Vendargues.
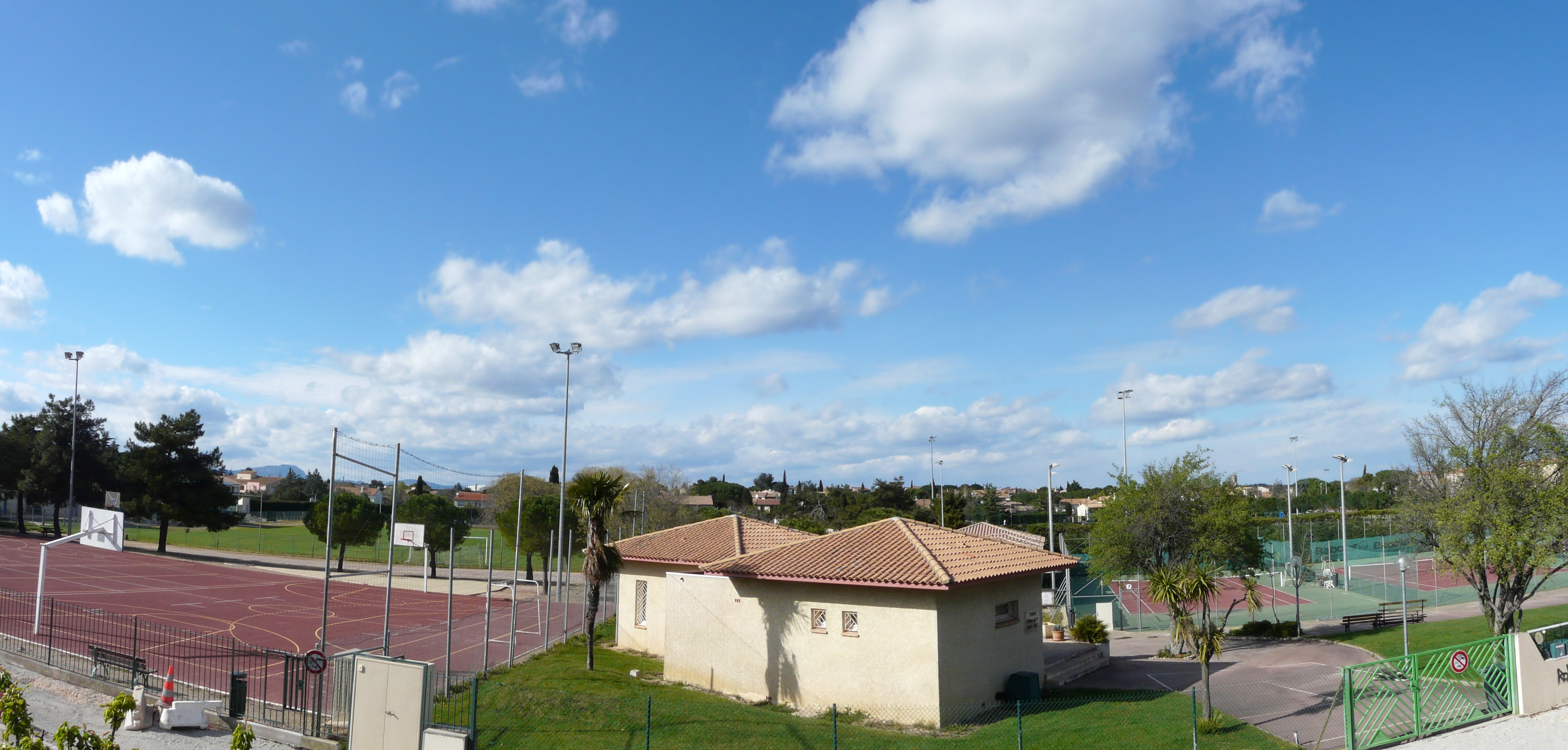
Vue du complexe sportif.
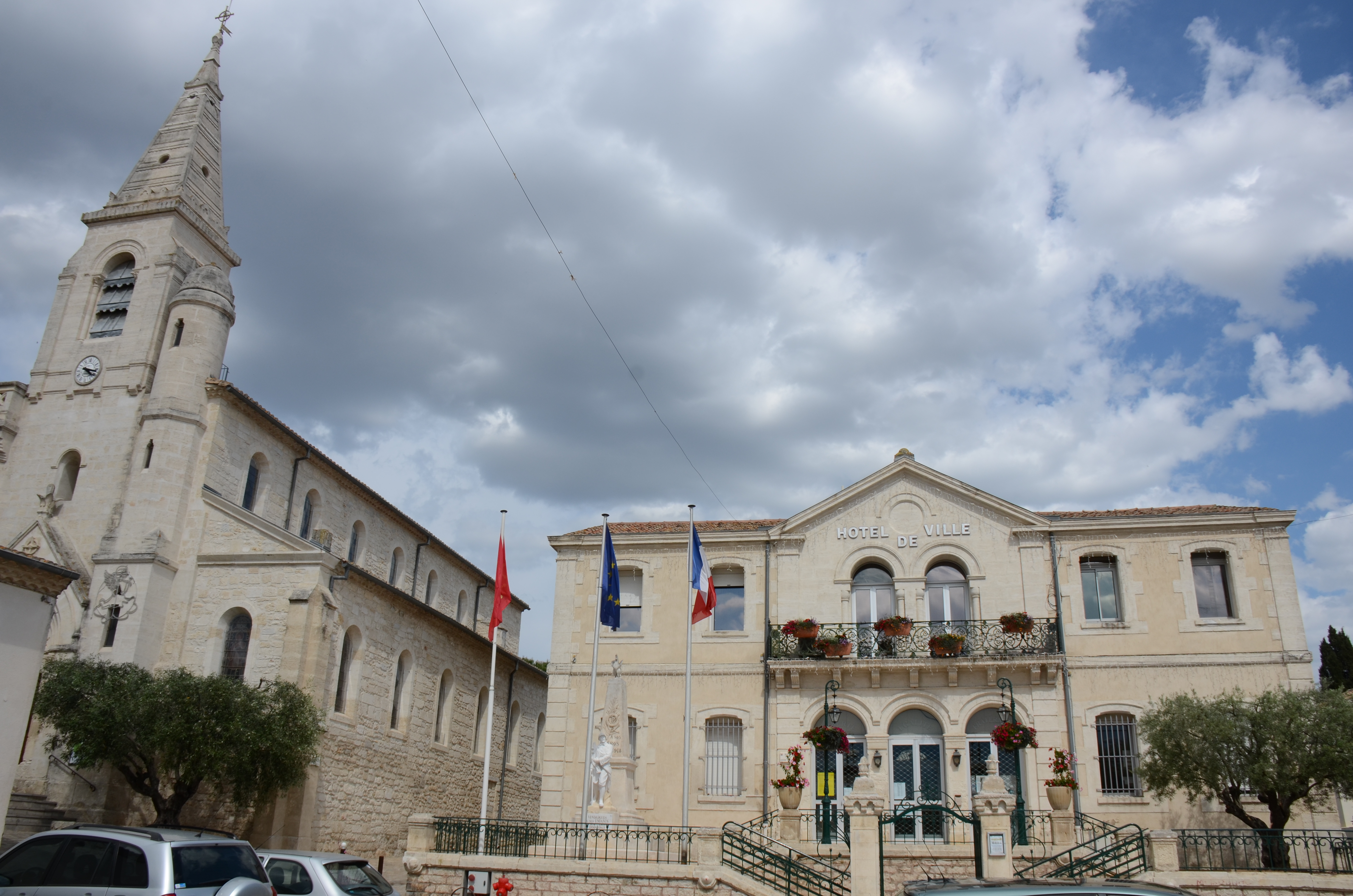
Vue de l'église Saint-Théodorit et de la Mairie.
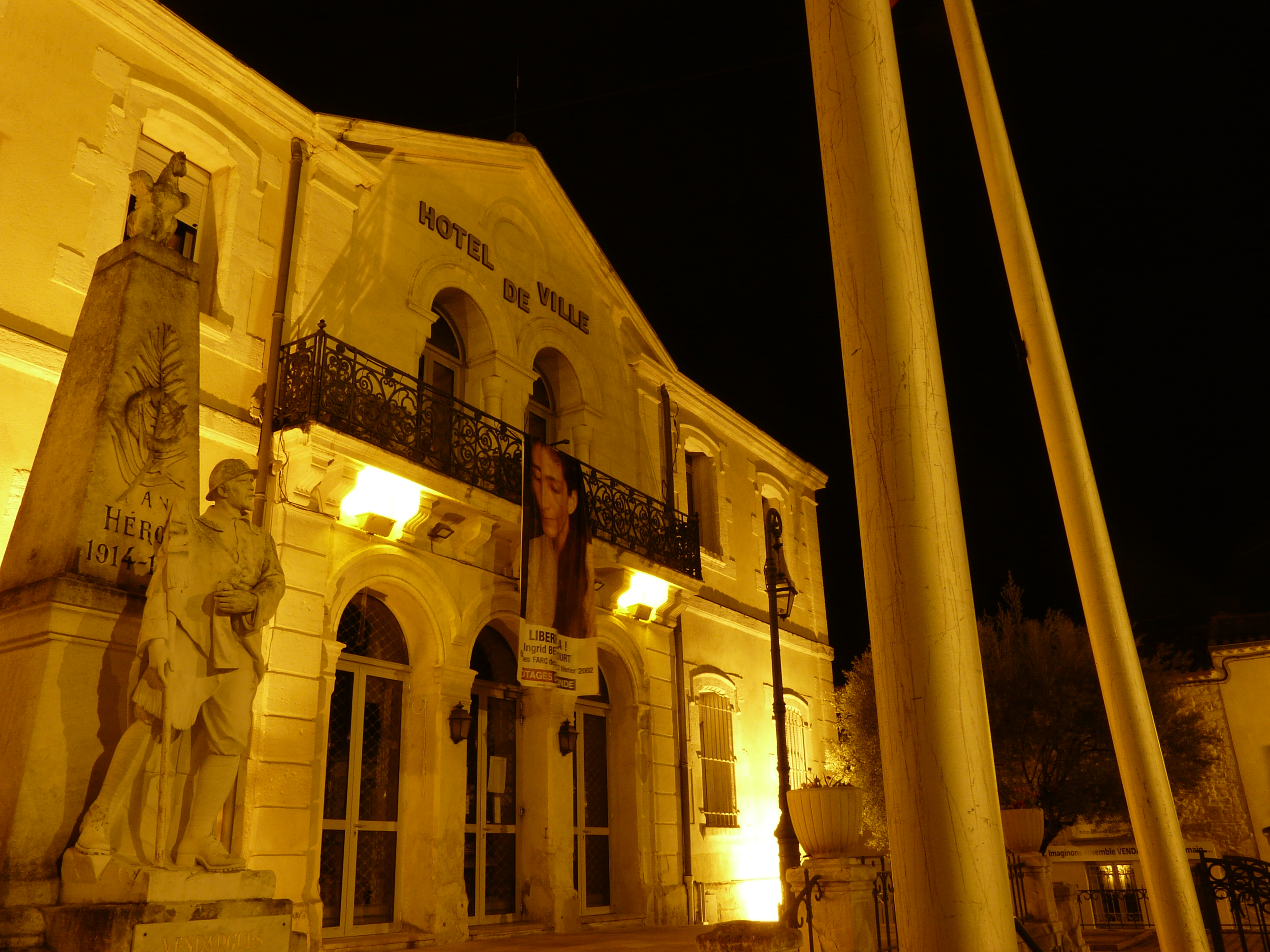
Vue de l'Hôtel de Ville.
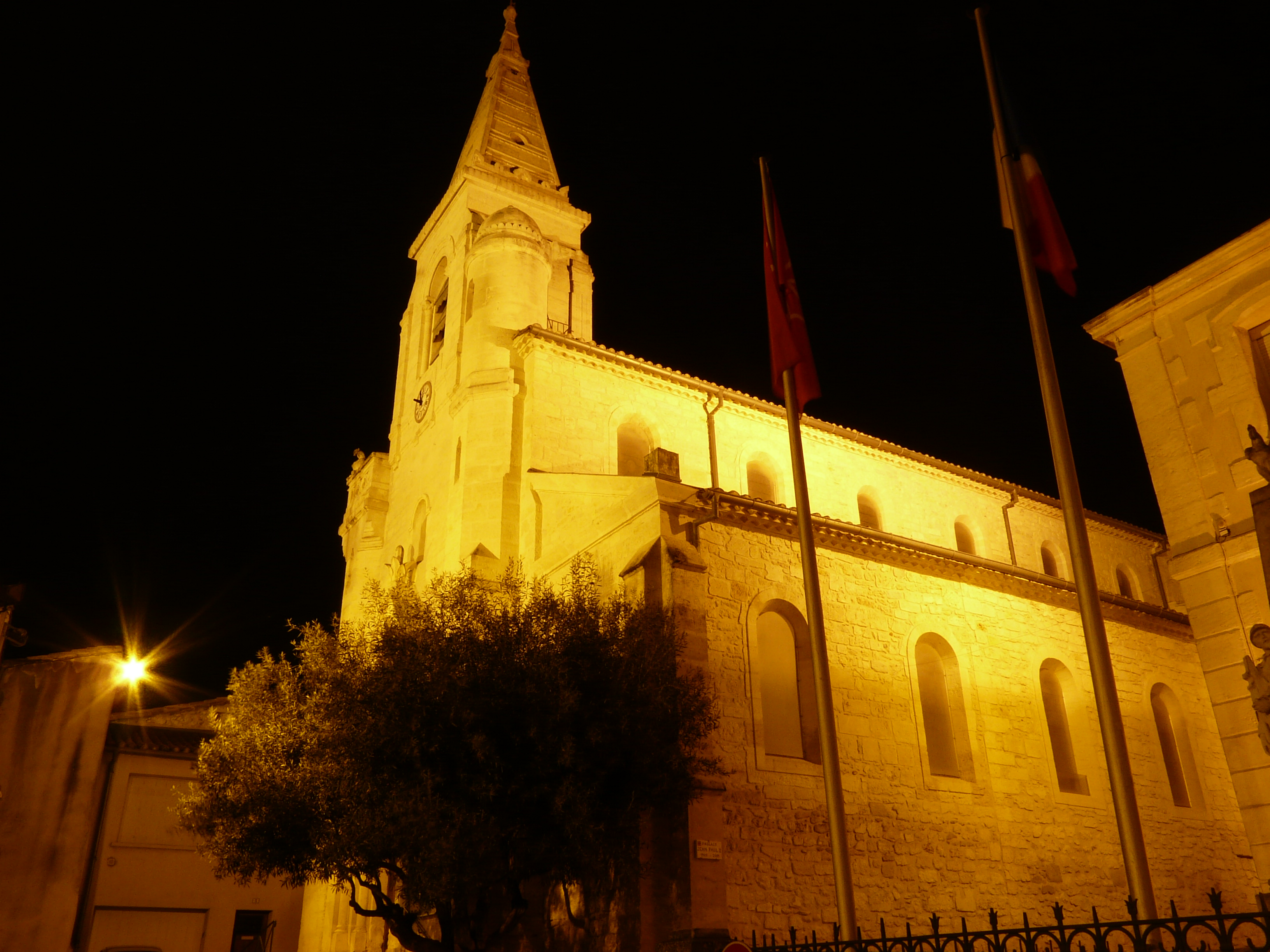
Vue de l'église Saint-Théodorit.

### Héraldique
|  | Les armoiries de Vendargues se blasonnent ainsi : d'azur à un saint Théodorit d'argent, au chef d'or chargé d'une croisette de gueules. |